# Ximen Bao
Ximen Bao (西門豹) war ein Minister im alten China und Berater von Wen von Wei (魏文侯) (445 v. Chr.–396 v. Chr.) während der Zeit der Streitenden Reiche (481 v. Chr.–221 v. Chr.). Er ist auch bekannt als ein früher Rationalist, der im Staat Wei per Gesetz die inhumane Strafe, Menschen den Flussgottheiten zu opfern, abschaffen ließ. Obwohl der frühere Staatsmann Sunshu Ao als Chinas erster Wasserbauingenieur angesehen wird (der einen Fluss zu einem großen Stausee zur Bewässerung aufgestaut hatte), ist Ximen Bao dennoch der erste Ingenieur in China, der ein großes Bewässerungskanalsystem geschaffen hat.

## Wasserbau
Ximen Bao war zur Zeit seines Lebens und danach berühmt für seine großartigen Arbeiten im Wasserbau während des 5. Jahrhunderts v. Chr. Er organisierte eine umfangreiche Umleitung des Flusses Zhang He (漳河), der vorher bei Anyang in den Huang He mündete. Der neue Lauf, den der Fluss nach dem Umleitungsprojekt nahm, führte den Fluss weiter unterhalb an dessen Biegung nahe bei der heutigen Stadt Tianjin in den Huang He. Der Zhang-Fluss entspringt in den Bergen von Shanxi, fließt in südöstlicher Richtung, und verstärkte damals die Hochwassergefahr am Huang He. Letztlich war der Hauptzweck dieses großen Ingenieurprojekts, eine große landwirtschaftliche Region in Henei im linken unteren Becken des Huang He zu bewässern, indem man es mit einem Kanal mit natürlichem Gefälle versorgte.
Die Arbeit am Kanalsystem begann irgendwann zwischen 403 v. Chr. und 387 v. Chr., als Marquis Wen und sein Nachfolger Marquis Wu im Staat von Wei regierten. Wegen mancher Rückschläge (einschließlich einigen zeitweisen Widerstands gegen den Zwangsarbeitsdienst) wurde es erst ein Jahrhundert später fertig, während der Zeit von Wens Enkel, König Xiang (襄王) (319 v. Chr.–296 v. Chr.). Während dieser Zeit führte der Wei-Ingenieur Shi Chi die Arbeit von Ximen Bao zu Ende.
Zu Ehren des Umleitungsprojekts des Flusses Zhang machte die Bevölkerung ein Volkslied darüber, wie in dem historischen Werk des Historikers Ban Gu in der späteren Han-Dynastie aufgezeichnet ist.